# Björn Björnsson

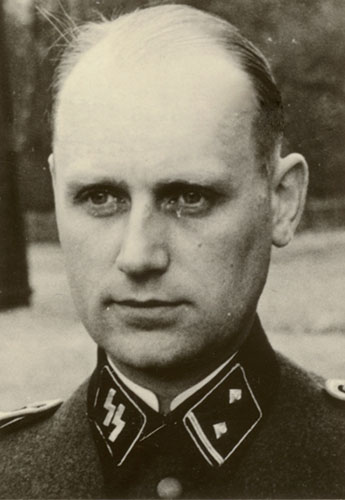
Björn Björnsson (1933)

Björn Björnsson (* 15. Oktober 1909 als Björn Sveinsson Björnsson in Reykjavík; † 14. April 1998) war ein isländischer Propagandist der Waffen-SS im Zweiten Weltkrieg und Sohn des Staatspräsidenten Sveinn Björnsson.

## Leben
Björn Björnsson wurde als Sohn von Sveinn Björnsson und dessen dänischer Frau Georgía Hoff-Hansen geboren. Nach dem Besuch des Menntaskólinn í Reykjavík und einem Musikstudium ging er Anfang der Dreißiger-Jahre nach Deutschland, wo er bei einer Außenstelle der Eimskip in Hamburg Arbeit fand. Beeindruckt vom Nationalsozialismus wurde er nach dem Beginn des Kriegs 1941 Mitglied der Waffen-SS.

## Wirken
Als Kriegsberichterstatter und Propagandist war er als Angehöriger der 5. SS-Panzer-Division „Wiking“ im Krieg gegen die Sowjetunion eingesetzt. Nachdem er den Rang eines SS-Unterscharführers erreicht hatte, wurde er Ende 1942 als einziger Isländer zu einem Offizierslehrgang auf die SS-Junkerschule Bad Tölz geschickt. Er verfasste danach auch weiterhin Propagandamaterial für die SS-Standarte Kurt Eggers und kam 1943 in das besetzte Kopenhagen. Er leitete dort eine Zeitung und einen Radiosender der Deutschen und war für die Anwerbung Freiwilliger für die SS mitverantwortlich; in der Spätphase des Kriegs erhielt er das Eiserne Kreuz II. Klasse. Zum 20. April 1944 wurde er zum SS-Untersturmführer befördert. Im April 1945 war Björn Björnsson als Mitglied eines SS-Gerichts für das Todesurteil eines dänischen SS-Rottenführers wegen Fahnenflucht und Diebstahl mitverantwortlich.
Björn Björnsson wurde bei Kriegsende in Dänemark verhaftet; er wurde 1946 entlassen und nach Island zurückgeschickt, nachdem vermutlich sein Vater politischen Druck ausgeübt hatte. Er lebte danach als Geschäftsmann in den USA, Argentinien und Skandinavien. Er veröffentlichte später eine Autobiografie und bestritt zeitlebens eine Verwicklung in die Taten des NS-Regimes.